# August Munckel
Karl August Ludwig Munckel (* 23. Januar 1837 in Pyritz; † 10. April 1903 in Berlin) war Jurist und Mitglied des Deutschen Reichstags.

## Leben
Munckel besuchte bereits mit 15 Jahren die Berliner Universität, wo er drei Jahre Rechtswissenschaften studierte. Er wurde 1855 Auskultator, 1857 Referendar und 1860 Gerichtsassessor. 1864 ließ er sich als Rechtsanwalt und Notar in Berlin nieder. Munckel trat besonders als Verteidiger in Strafsachen, besonders in politischen Prozessen, hervor.
1881 wurde er in den Reichstag gewählt, dem er bis 1903 angehörte. Von 1882 bis 1903 war er Mitglied des Preußischen Abgeordnetenhauses, in dem er den Wahlkreis Berlin 4 vertrat. Ab 1888 war er zusätzlich noch Mitglied des Brandenburgischen Provinziallandtages. Alle Mandate übte er bis zu seinem Tode aus. Von 1882 bis 1894 war er Stadtverordnetenvorsteher von Charlottenburg und 1896 wurde er Stadtverordneter in Berlin.
Munckel schloss sich erst der Deutsch-freisinnigen Partei, dann 1893 der Freisinnigen Volkspartei an. Er betätigte sich hauptsächlich in juristischen Fragen, so zu dem Antrag auf Entschädigung unschuldig Verurteilter.
August Munckel starb 1903 im Alter von 66 Jahren in Berlin. Seine letzte Ruhestätte fand er auf dem Alten Zwölf-Apostel-Kirchhof in Schöneberg bei Berlin. Das Grab ist nicht erhalten.